# 黒崎蓮
黒崎 蓮 （くろさき れん、1985年5月24日 - ）は、愛知県出身の日本のミュージシャン・ギタリスト・俳優。
ギタリストとしては、HEARTs、Lustknot、COUNTER CLOCKWISEなどのメンバーとして活動した。現在は、多数のプロデュースライブやユニットバンドへ企画参加して活動している。
舞台俳優としては、（劇団）第14帝國のユニット団体「帝都神風倶楽部」の主演俳優として活動。（活動歴出典：帝都神風倶楽部オフィシャルサイト）また、外部公演への出演も積極的に行い、幅広い分野での活動をするアーティストである。
また、2007年から2009年までは、モデルとしても活動していた。

## バンド活動歴
- HEARTs
- Lustknot
- COUNTER CLOCKWISE
- Legend of 伝説V

### Legend of 伝説V
- ＠works project presents「＠-Live.004 -TOP OF THE DARKNESS-」（新宿RUIDO K4、＠worksバンドとして出演） - 2014年2月15日
- ＠works project presents「＠-Live.EXTRA -5月10日、大空に黒い虹すなわちブラックレインボウが見えることでSHOW-」（大塚Hearts+、癒しの天使団として出演） - 2014年5月10日
- ＠works project presents「＠-Live.005 -Limit Breakers-」（新宿RUIDO K4） - 2014年9月6日
- POP☆UNITED presents『LIGHT FOCUS Vol.3』（新宿RUIDO K4） - 2014年11月6日
- 1ST ONEMAN LIVE 「THE BIRTHDAY」（神楽坂EXPLOSION） - 2014年12月18日
- 竜爾とYuI共同・マジで本気のコピバン主催（大塚Hearts+、LEGEND OF 伝説 mini〜夢烏ノ哀歌〜として出演） - 2015年4月9日
- hera with presents「春だ一番、コピバン祭り！」（恵比寿club aim、LEGEND OF 伝説VR ～あんどろじなす～）― 2017年3月18日

### その他セッション
- 破滅のセッションパーティ〜青い血編〜（下北沢ろくでもない夜） - 2015年8月30日

## CD
- HEARTs「LOVE&PEACE」 - 2003年
- HEARTs「HAPPY GO LUCKY」 - 2004年
- HEARTs「color」名古屋オムニバス - 2004年
- ロードオブメジャー「心絵”HEARTs ver【僕らだけの歌】」 - 2004年
- HEARTs「a way of life」KMrecords  - 2005年
- Lustknot 「Wonderland/SOUL VIBRATION」 - 2009年
- COUNTER CLOCKWISE「Identity 、kanata」 - 2011年
- 第14帝國CD「やれって言われたのでCDにしてみました」（日本コロムビア） - 2013年
- Legend of 伝説V「Legend of 伝説V  1stDEMO CD」 - 2014年
- 帝都神風倶楽部「嗚呼 帝都神風倶楽部」― 2016年

## 舞台活動

### 帝都神風倶楽部
- 「第壱話 〜進メ！帝都神風倶楽部〜」（西川口Hearts） - 2014年5月31日
- 「第弐話 〜魅！帝都神風倶楽部〜」（西川口Hearts） - 2014年9月28日
- 「マーブル主謀企画『二〇一四年日本転覆計画〜群雄割拠〜』」（大塚Hearts） - 2014年10月24日
- 「第参話 〜これは革命である！〜」（池袋LIVE INN ROSA） - 2014年11月1日
- 「4hoursトーク&バラエティーLIVE『たちばNight☆』」（池袋LIVE INN ROSA） - 2015年2月22日
- 「5hoursトーク&バラエティーLIVE『たちばNight☆』」（池袋LIVE INN ROSA） - 2015年9月21日
- 「真説、第参話 〜これは革命である！〜」（名古屋今池BLcafe） - 2015年10月31日
- 「帝都神風倶楽部presents 加納中佐&極悪将軍カノーン様生誕祭LIVE 〜極悪なれどもパーリナイ☆〜」（池袋LIVE INN ROSA） - 2016年1月10日
- 「第肆話～帝都炎上～」（名古屋今池BLcafe）― 2016年3月20日
- 「第肆話～帝都炎上～」（池袋LIVE INN ROSA）― 2016年6月26日
- 「第伍話～逢魔ヶ刻～」（池袋LIVE INN ROSA）― 2016年10月2日
- 「第伍話～逢魔ヶ刻～」（名古屋今池BLcafe）― 2016年12月18日
- 「5hoursトーク&バラエティーLIVE『たちばNight☆』」（池袋LIVE INN ROSA）―2017年2月12日
- 「第陸話 ～帝都地獄變～」（池袋LIVE INN ROSA）― 2017年5月14日
- 「舞台芸術創造機関SAI 兎亭協賛主催『シアトロン-密空間演劇市-』」（江古田兎亭）―2017年7月16日

### 第14帝國
- 「元帥のいない日」（東京キネマ倶楽部）  - 2011年
- 「元帥のドンとやってみよう」（東京キネマ倶楽部）  - 2011年
- 春の夜桜学園祭2011男も女も白組歌合戦（池袋LIVE INN ROSA）  - 2011年
- 「やるならやらねば14帝國」（名古屋ELL）  - 2011年
- 「仁義なき元帥」 (3／19の振替公演)（東京キネマ倶楽部）  - 2011年
- 「ライヒス・リッター 8時だョ！全員元帥」（名古屋ダイアモンドホール）  - 2011年
- 「忍者でござる」（東京キネマ倶楽部）  - 2011年
- 「お魚になった元帥」（東京キネマ倶楽部）  - 2011年
- CRUSH OF MODE -NEW YEAR PREMIUM SHOW'12-（渋谷O-WEST） - 2012年
- 楠本柊生Birthdayオールナイトイベント〜元帥と夢を叶えたい〜（渋谷RUIDO K2） - 2012年
- 夜桜CARNIVAL星丸FESTIVAL2012（高田馬場 AREA） - 2012年
- 「新作だよ、おっかさん」（ラフォーレミュージアム原宿）  - 2012年
- CRUDE PLAY（原宿アストロホール）  - 2012年
- 「元帥の中日×巨人戦」（ラフォーレミュージアム原宿）  - 2012年
- 「元帥の耳はロバの耳」（ラフォーレミュージアム原宿）  - 2012年
- 「となりの元帥」（ラフォーレミュージアム原宿）  - 2012年
- 「8時だヨ！全員元帥」（ラフォーレミュージアム原宿）  - 2012年
- 「元帥がやってくる Yar!Yar!Yar!」（ラフォーレミュージアム原宿）  - 2012年
- 「忍者でござる」（ラフォーレミュージアム原宿）  - 2012年
- ART POP ENTERTAINMENT PRESENTS リバイバル公演シリーズ第二弾！！ ハッピーバースデー理事長！！そして白学最終公演、、、白塗り学園2013〜理事長と魔法の絵本〜（渋谷O-WEST） - 2013年
- 「第14帝國1013臣民祭」全員最敬礼っ！〜すべては柊生元帥のために〜（ラフォーレミュージアム原宿）  - 2013年
- 「第14帝國1013臣民祭」全員再訓練っ！〜すべては臣民諸君のために〜（ラフォーレミュージアム原宿）  - 2013年
- メジャーデビュー Movie Project 第１弾「お魚になった元帥」（ラフォーレミュージアム原宿）  - 2013年
- ZERO-tension Vol.05 HYPER CUSTOM（渋谷O-WEST） - 2013年
- 究極のコラボレーション企画 第14帝國 vs 劇団雑魚鍋〜元帥の玉子焼き〜（阿倍野ROCK TOWN） - 2013年
- 究極のコラボレーション企画 第14帝國 vs 劇団雑魚鍋〜元帥の玉子焼き〜（金沢AZ） - 2013年
- 「元帥のいない日」（新宿MARZ） - 2013年
- リッターのおいしいレストラン（新宿MARZ） - 出演2013年
- 究極のコラボレーション企画 第14帝國 vs 劇団雑魚鍋〜元帥の玉子焼き〜（表参道GROUND） - 出演2013年
- 「元帥のドンとやってみよう」（新宿MARZ） - 2013年
- リッターのおいしいレストラン（新宿MARZ） - 出演2013年
- 元帥よりの指令&30分だけ見せますDVD公開試写&赤髪二人芝居「相棒」（名古屋ell.size） - 2013年
- 元帥よりの指令&30分だけ見せますDVD公開試写&赤髪二人芝居「相棒」（渋谷DESEO） -  2013年
- 「臣民祭」（新宿MARZ） - 2013年
- 「ときめけ！帝國メモリアル」（新宿MARZ） - 2013年
- 「3年B組 楠本先生」（新宿MARZ） - 2013年
- リッターのおいしいレストラン（新宿MARZ） - 出演2013年
- 「黒崎大佐の一番赤い日」（池袋LIVE INN ROSA）  - 2013年
- Movie Project 第２弾「ライヒス・リッターVol.28 新作だよ、おっかさん」（名古屋ダイアモンドホール）  - 2014年
- ライヒス・リッターVol.29 〜元帥のやっぱりダイヤだ〜（名古屋ダイアモンドホール） - 2015年

## 外部出演
- 超星丸祭(夜桜CARNIVAL星丸FESTIVAL改め)2014 50Special 2Hearts〜人生五十年 未だ夢の途中 激熱継続KING OF EROPOP〜第１夜ジュテームNight（西川口 Hearts、黒崎&次元として出演） - 2014年1月28日
- ベニバラ兎団 PRODUCE THEATER 「行け！ 風間山荘。」（下北沢 【劇】小劇場） - 2015年１月13日(火)〜18日(日)
- 超星丸祭2015〜星丸誕生会遅れるってよ。（笑）〜（大塚Hearts+、黒崎、蛭川と愉快な仲間達として出演） - 2015年2月1日
- シザーブリッツ「永遠にムーン」（笹塚ファクトリー） - 2015年6月23日(火)〜28日(日)
- ベニバラ兎団 PRODUCE THEATER「No music, NOOOOOO TROUBLE！ 2 〜オーティス舞浜の、Sea調言葉に御乱心〜」（新宿 THEATER BRATS） - 2015年8月4日(火)〜9日(日)
- ベニバラ兎団 PRODUCE THEATER 「ガダルカナルデパートメント」（下北沢 【劇】小劇場） - 2015年9月8日(火)〜13日(日)
- 劇団syuen第2回公演「神さんは勉強ができない」（高田馬場ラビネスト）― 2016年2月5日(金)～7日(日)
- 劇団syuen第3回公演「SPARE ～我輩は猫でR」（新宿THEATER BRATS）― 2016年8月12日(金)～14日(日)
- シザーブリッツ「虚ろの姫と害獣の森」（新宿村LIVE）― 2016年11月16日(水)～20日(日)
- 劇団syuen 第4回公演 「伏魔殿」（新宿THEATER BRATS）― 2017年4月20日(木)～23日(日)

### DVD
- 帝國キネマ倶楽部連続式典記念DVDBOX〜元帥のいない日〜・〜元帥のドンとやってみよう〜・〜仁義なき元帥〜 - 2011年
- 「第14帝國〜忍者でござる〜」（09・18バージョン）  - 2011年
- 「第14帝國〜忍者でござる〜」（09・19バージョン）  - 2011年
- 「第14帝國〜お魚になった元帥〜」（10・22バージョン） - 2011年
- 「第14帝國〜お魚になった元帥〜」（10・23バージョン）  - 2011年
- 「第14帝國〜新作だよ、おっかさん〜」 - 2012年
- 「第14帝國〜元帥の中日×巨人戦〜」  - 2012年
- 「第14帝國〜元帥の耳はロバの耳〜」  - 2012年
- 「第14帝國〜となりの元帥〜」 - 2012年
- 「第14帝國〜8時だヨ！全員元帥〜」 - 2013年
- 「第14帝國〜元帥がやってくるYarYarYar！〜」 - 2013年
- 「第14帝國〜忍者でござる〜」 - 2013年
- 第14帝國トーキングシアター「お魚になった元帥」（日本コロムビア） - 2013年
- 「黒崎大佐の一番赤い日」 - 2014年
- 「第壱話 〜進メ！帝都神風倶楽部〜」 - 2014年
- 「第弐話 〜魅！帝都神風倶楽部〜」 - 2014年
- 「マーブル主謀企画『二〇一四年日本転覆計画〜群雄割拠〜』」 - 2014年
- 「第参話 〜これは革命である！〜」 - 2015年
- 「たちばな探偵事務所」 - 2015年
- 「真説、第参話〜これは革命である！〜episode零」 - 2015年
- 「神風どうでしょう3」 - 2015年
- 「真説、第参話 〜これは革命である！〜」 - 2016年
- 「加納中佐＆極悪将軍カノーン様生誕祭LIVE ～極悪なれどもパーリナイ☆～」－ 2016年
- 「第肆話 ～帝都炎上～（2016.3.20公演版）」－ 2016年
- 「第肆話 ～帝都炎上～（2016.6.26公演版）」－ 2016年
- 「第伍話～逢魔ヶ刻～」（2016.10.2公演版）― 2016年
- 「第伍話～逢魔ヶ刻～」（2016.12.8公演版）― 2017年
- シザーブリッツ「虚ろの姫と害獣の森」― 2017年
- 「第陸話 ～帝都地獄變～」（2017.5.14公演版）―　2017年

### テレビ
- ローカルTV特集 「HEARTs〜19歳の今を歌う〜前編」 - 2004年
- ローカルTV特集 「HEARTs〜19歳の今を歌う〜後編」 - 2004年
- SKYパーフェクトTV - 2005年
- TBS「学校へ行こう」イケメンくしゃみコンテスト名古屋編 - 2008年
- TBS「金スマ」 - 2009年

### ラジオ
- CBCラジオ - 2004年
- インターネットラジオ - 2004年

### WEBコラム
- 「できるか？凱旋！」（TANK！the WEB ・楠本柊生帝國元帥との対談） - 2012年7月号

### その他
- YAMAHA TEENS FESTIVAL 刈谷 「選考員特別賞」受賞 - 2002年
- YAMAHA TEENS FESTIVAL 東海 「オーディエンス賞」受賞 - 2002年
- YAMAHA TEENS FESTIVAL 天白 「TEENS大賞」受賞 - 2004年
- YAMAHA TEENS FESTIVAL 春日井 「オーディエンス賞」受賞 - 2004年
- YAMAHA TEENS FESTIVAL 今池 「TEENS大賞」受賞 - 2004年
- YAMAHA TEENS FESTIVAL 半田 「オーディエンス賞」受賞 - 2004年
- 「福井 ティーンズ」ゲスト出演 - 2004年
- 「石川 ティーンズ」ゲスト出演 - 2004年
- NAKED LIVE 出演【着うた：あなただけを思いながら… 配信】 - 2005年
- 出雲殿模擬挙式モデル - 2007年
- 金山駅事務所看板モデル - 2007年
- サンシャイン栄モデル - 2008年
- 安城デンパーク紹介ロケ - 2008年
- 昆夏美ミュージックビデオ「ISOtone」出演 - 2015年
- さっとん夏のピク肉(BBQ)2015 in 相模湖 - 2015年
- YURiKAミュージックビデオ「MIND CONDUCTOR」出演－ 2017年

## エピソード
- 劇中で階級の変更が多かったこと等から「キャラ迷子軍人」と呼ばれている。
- 甘いもの好きだが、抹茶味が苦手である。
- 好きな色は赤

## 活動歴出典・外部リンク
帝都神風倶楽部オフィシャルサイト